# DJMax Portable 3
DJMax Portable 3 (in lingua coreana: 디제이맥스 포터블 3) è il quinto (settimo se si considerano i due titoli collezioni) e ultimo titolo della serie DJMax uscito per PlayStation Portable sviluppato da Pentavision (oggi Neowiz MUCA) e pubblicato in Sud Corea da Neowiz Games il 14 ottobre 2010. Contemporaneamente esce anche in Nord America, pubblicato da PM Studios, e, solo qualche giorno più tardi, su PlayStation Network. In Giappone il titolo esce il 17 febbraio 2011 pubblicato da CyberFront. È l'ultimo titolo DJMax dal gameplay classico della serie nell'epoca Pentavision, in quanto DJMax Ray, uscito nel 2012, nelle meccaniche è molto simile a Tap Sonic, vedendo quindi il suo successore DJMax Respect sette anni più tardi come reboot della serie.

## Caratteristiche
DJMax Portable 3 è il titolo della serie che più si differisce dai suoi predecessori presentando nuovi sistemi di giochi.

### Contenuti
- Il gioco presenta 40 brani, molti dei quali nuovi per la serie (condividendo le novità con DJMax Technika 2) e altri presi dai precedenti capitoli.
- I sistemi di gioco vengono rinominati TRACKS invece di BUTTONS .
- Introdotto il REMIX SYSTEM, portando con sé tre nuovi sistemi di gioco.
- Per i nuovi sistemi di gioco introdotti sono presenti altri tipi di difficoltà.
- Nuovo sistema di progressione del gioco; con ogni nuovo livello ottenuto si ha la possibilità di ottenere un nuovo contenuto a scelta tra 3 scatole sorpresa, quindi in maniera del tutto casuale.
- La modalità Mission fa ritorno sostituendo Club Tour, integrando anche un sistema di obiettivi chiamati DJ Challenge.
- Le modalità Collection e MV Edition sono incluse nella nuova modalità Lounge, comprendendo con sé anche il sistema a codici per il Ranking globale.
- La selezione dei brani da giocare ora gode di un'anteprima video in background, oltre a quella audio.

### Contenuti Rimossi
- Rimossi alcuni sistemi di gioco, come 5B, 4BFX e 8B/6BFX in favore dei nuovi.
- Rimosse le melody note (note verde che se mancata ne disattiva la melodia della traccia).
- Rimosse le note analogiche, a favore del REMIX SYSTEM.
- A favore della modalità Mission è stata rimossa la modalità Club Tour.
- Assente completamente una modalità multi-giocatore locale o online.

### Modalità di gioco
DJMax Portable 3 presenta 4 modalità di gioco.

#### Arcade
La modalità Arcade è quella classica dei titoli della serie a giocatore singolo, dove si va a selezionare da una lista predefinita dei brani presenti, tra cui è possibile scegliere di giocare brani non sbloccati nella modalità Freestyle, in una sequenza di 3 STAGE. Andando avanti con gli STAGE, le tracce disponibili saranno sempre più ardue. Al completamento dei tre STAGE compare una scheda riassuntiva dei punteggi complessivi ottenuti. Al fine di ciò è sempre presente la classica schermata "Thanks for playing DJMAX", per poi essere rimandati alla schermata principale. In Arcade è inclusa la modalità Freestyle come sottocategoria.

#### Freestyle
La modalità Freestyle, inclusa in Arcade, permette di giocare a qualsiasi brano sbloccato in qualsiasi difficoltà tra sistema di gioco e pattern. Presente in questa modalità la Free Combo Chain, ovvero la combo non va a resettarsi nel momento in cui si finisce un brano, ma soltanto non appena si salta una pressione di una nota, si lascia in anticipo una nota a pressione prolungata, si riavvia un brano o si torna alla selezione del brano, rendendo la combo praticamente illimitata (999.999 la combo massima).

#### Mission
La modalità Mission chiede al giocatore di completare set di brani in determinate condizioni, come completare un set senza scendere sotto una determinata percentuale di precisione, superare un determinato punteggio, non commettere troppi errori (BREAK), di arrivare a un determinato livello del moltiplicatore FEVER o superare il numero combo richiesto. Parte delle volte le missioni sono condite con degli Effectors che ne aumentano la difficoltà. La modalità Mission include anche il nuovo sistema di obiettivi denominato DJ Challenge, dove il giocatore sblocca dei collezionabili o degli aiuti al gioco.

#### Lounge
La sezione Lounge consente di poter vedere il proprio profilo di gioco, con le proprie performance di gioco, includendo anche il nuovo sistema di Internet Ranking per condividere online le proprie abilità, vari contenuti come MVs (Music Videos), sfondi per PSP e icone DJ.

### Difficoltà

#### Sistemi di gioco
DJMax Respect presenta 5 sistemi di gioco nelle modalità Arcade e Freestyle.
- 4T (4 TRACKS), a 4 tasti d'azionamento.
- 6T (6 TRACKS), a 6 tasti d'azionamento.
- 3.2T (3point2 TRACKS), a 3 tasti d'azionamento, più il REMIX SYSTEM.
- 4.2T (4point2 TRACKS), a 4 tasti d'azionamento, più il REMIX SYSTEM.
- 6.2T (6point2 TRACKS), a 6 tasti d'azionamento, più il REMIX SYSTEM. A questa modalità ci si accede solo se nelle impostazioni del gioco s'imposta la difficoltà ad HARD.

È possibile, dalle opzioni, cambiare i tasti d'azionamento per i 5 sistemi di gioco.

##### Remix system
Il REMIX SYSTEM è la caratteristica principale che caratterizza solo questo titolo all'interno dell'intera serie. Questo sistema prevede due gear aggiuntivi a quello principale, uno a destra e uno a sinistra, selezionabili con l'analogico della PSP. In questi due nuovi gear ci scorrono principalmente le TURNABLE NOTES, note che vanno azionate muovendo l'analogico verso il gear dove esse sono presenti, e le SAMPLER NOTES, note del tutto uguali, esteticamente parlando, a quelle normali che invece vanno ad azionare suoni sampler provenienti da altri brani della serie.

#### Difficoltà dei pattern
Come nei giochi passati della serie, ogni brano può presentare più difficoltà, questi detti pattern, e sono principalmente di due tipi nei sistemi di gioco classici, e tre nei REMIX SYSTEM.
- NM (Normal). Presente nei sistemi 4T e 6T.
- HD (Hard). Presente nei sistemi 4T e 6T.
- TS (Turnable Set). Presente nei sistemi 3.2T e 4.2T. Si fa uso solo delle TURNABLE NOTES.
- SS (Sampler Set). Presente nei sistemi 4.2T e 6.2T. Si fa uso delle TURNABLE NOTES e delle SAMPLER NOTES.
- WS (Workstation Set). Presente nei sistemi 3.2T, 4.2T e 6.2T. Si fa uso delle TURNABLE NOTES e delle SAMPLER NOTES, quest'ultime anche in maniera indipendente dalle prime.

I livelli di difficoltà sono rappresentati da numeri e stelle, partendo da LV1 con una stella ad arrivare a un massimo LV15 con quindici stelle.

#### Effectrors e Members
Gli Effectors sono una costante dei giochi ritmici e della serie DJMax, che se attivati rendono il gioco più arduo e competitivo; capita spesso che questi siano attivati nelle missioni, e spaziano tra velocità irregolari e dinamiche, trasparenza parziale o totale delle note, nessun errore e nessun 1%.
I Members vanno invece, molto spesso, a facilitare il gioco, aggiungendo tolleranze maggiori per la mancata precisione della pressione dei tasti, una maggiore tolleranza agli errori, un moltiplicatore FEVER più alto, un incrementatore di percentuale per ottenere un punteggio più alto, un incrementatore di percentuale per velocizzare l'indicatore FEVER , l'ANTIBREAK e l'AUTOFEVER.

### Valutazione
Quando si completa un brano si riceve una valutazione composta da un punteggio totale, dalla percentuale di precisione, e combo massima.
Il Punteggio massimo varia per ogni traccia.
La Percentuale di precisione determina da sola il voto complessivo.
- Se non si supera l'70% di precisione il voto sarà D
- Se si supera l'70%, ma non si arriva al 80%, il voto sarà C
- Se si supera l'80%, ma non si arriva al 90%, il voto sarà B
- Se si supera il 90%, ma non si arriva al 96%, il voto sarà A
- Se si supera il 96% di precisione il voto sarà A+
- Se si completa la traccia al 100% di precisione il voto sarà S

Se si sono premuti tutti i tasti correttamente senza causare un BREAK, in quel caso il giocatore otterrà un MAX COMBO per quella traccia.

#### Ranking
Il Ranking globale è basato solo sul punteggio ottenibile, più si è precisi, più il punteggio è alto, e più è possibile trovarsi nelle prime posizioni delle classifiche globali; inoltre il punteggio non offre restrizioni per quanto riguarda l'attivazione di Effectors o Members. Per poter entrare nel ranking globale bisogna ottener il codice in Internet Ranking nella modalità Lounge e immetterlo sul sito ufficiale di DJMax Portable 3 (oggigiorno offline).

## Brani
DJMax Portable 3 include 40 brani giocabili, tra molti nuovi condivisi con DJMax Technika 2, e altri proveniente dai vecchi titoli.

### Lista delle Tracce
- "Beautiful Girl ~Seth Vogt Electro Vanity Remix~" - DJ Keri
- "Become Myself" - Kibum & Yohan
- "Break!" - Mr.Funky
- "Cosmic Fantastic Lovesong" - DINY
- "Desperado ~Nu Skool Mix~" - Paul Bazooka
- "Dream of Winds" - XeoN
- "Drum Town" - Andrew Mavor
- "Enemy storm ~Dark Jungle Mix~" - Paul Bazooka
- "Everything" - 3rd Coast
- "Funky People" - Andrew Betts & Andrew Mavor
- "Gone Astray" - makou
- "Hanz up!" - Mr.Funky
- "IF" - Vanilla Unity
- "La Campanella: Nu Rave" - Cranky
- "Leave me Alone" - NieN
- "Love is Beautiful" - Electronic Boutique
- "Luv Flow ~Funky House Mix~" - Paul Bazooka
- "Luv is True" - 3rd Coast
- "MASAI ~Electro House Mix~" - Paul Bazooka
- "Mellow D Fantasy" - NieN
- "NB Ranger: Nonstop Remix" - Paul Bazooka
- "Out Law-Reborn" - Mr.Funky
- "Put'Em Up" - makou
- "Raise me up" - Planetboom
- "Rage Of Demon" - NieN
- "Say it from your heart" - makou
- "Season ~Warm Mix~" - makou
- "Sunny SIde ~East RnB Remix~" - Forte Escape
- "Super Sonic ~Mr.Funky Remix~" - Mr.Funky
- "Sweet Dream" - Lin-G
- "The Rain Maker" - Paul Bazooka
- "Trip" - NieN
- "Waiting for the Sun" - MindCube
- "Xlasher" - Hosoe Shinji
- "Your Smile" - Cistrans
- "ZET ~Mr.Funky Remix~" - Mr.Funky

### Dai capitoli precedenti
- "GET OUT ~Hip Noodle Mix~" - DJ EON
- "Keys of the World" - Planetboom
- "Syriana ~Blast Wave Mix~" - DJ EON
- "WhiteBlue" - zts

### Brani cameo nei sampler
In alcuni brani giocati con il REMIX SYSTEM presentano dei sampler provenienti dai brani dei titoli precedenti della serie.
- Beat U Down (in Xlasher)
- BRAINSTORM (in Enemy Storm ~Dark Jungle Remix~)
- Cherokee (in ZET (Mr.Funky Remix))
- Colours of Sorrow (in La Campanella: Nu Rave)
- Cypher Gate (in Syriana ~Blast Wave Mix~ and Whiteblue)
- Get on top (in Super Sonic ~Mr.Funky Remix~, Syriana ~Blast Wave Mix~)
- GET OUT (in Sunny Side ~East RnB Remix~)
- Honeymoon (in Love is Beautiful)
- I want you (in Sweet Dream)
- Ladymade Star (in Cosmic Fantastic Lovesong)
- Landscape (in Dream of Winds)
- Lovely Hands (in Raise me up)
- MASAI (in MASAI ~Electro House Mix~)
- NB Girls (in Break!)
- OUTLAW (in Desperado ~Nu Skool Mix~, Out Law-Reborn)
- Secret World (in Sunny Side ~East RnB Remix~)
- SON OF SUN (in Rage of Demon)
- Starfish (in Keys to the world)
- Supersonic (in Enemy Storm ~Dark Jungle Remix~, Keys to the World)
- Taekwonburi (in NB Ranger: Nonstop Remix)
- The Last Dance (in Put Em Up)
- Y (in Say it from your heart)

## Accoglienza
DJMax Portable 3 in Europa non è mai arrivato in maniera ufficiale, del resto gli appassionati della serie e dei rhythm game in generale non si sono fatti sfuggire il titolo, con la critica che ha definito questo titolo un ottimo DJMax, rinnovando un gameplay che era ormai consolidato, con un'ottima veste grafica e un ottimo comparto audio, con l'unica grande pecca dell'assenza totale di una modalità Network.

## Pirateria
DJMax Portable 3 dispone di un sistema anti-pirateria che non consente il corretto funzionamento del gioco una volta avviata una traccia, facendo sparire il gear, le note, modificando di tono i singoli keysound oltre al brano stesso, condito con disturbi sonori, causando GAME OVER, e portando i problemi anche nei menù principali di gioco.